# Corydalis dorjii
Corydalis dorjii är en vallmoväxtart som beskrevs av David Geoffrey Long. Corydalis dorjii ingår i släktet nunneörter, och familjen vallmoväxter. Inga underarter finns listade i Catalogue of Life.